# Rapetosaurus
Rapetosaurus là một chi khủng long, được Cuhbhrry Rogers & Forster mô tả khoa học năm 2001.